# Eisenbahnunfall von Hommelvik
Bei dem Eisenbahnunfall von Hommelvik stießen bei Hommelvik, Provinz Trøndelag, Norwegen, am 19. November 1940 zwei Züge zusammen. 22 Menschen starben.

## Ausgangslage
Der Unfall ereignete sich während der deutschen Besetzung Norwegens im Zweiten Weltkrieg. Der Eisenbahnbetrieb lief unter den Bedingungen der Verdunklung. Am Unfalltag war es diesig und es herrschte Schneetreiben.
Der Zug 2453 aus Trondheim wurde von der Dampflokomotive 31b 419 gezogen. Hinter der Lokomotive liefen zehn Personenwagen, die mit rund 500 Personen besetzt waren. Dabei handelte es sich zum Großteil um Arbeiter, die von Trondheim kommend zur Baustelle des Flughafens Trondheim in Værnes wollten. Das Zuggewicht betrug 427 Tonnen, der Zug war saugluftgebremst. Er lief um 7.40 Uhr mit etwa zehn Minuten Verspätung in Hommelvik ein.
In der Gegenrichtung war der Triebwagen Cmb 14c 18240 als Zug 2456 aus Kopperå nach Trondheim unterwegs. Hinter dem Triebwagen lief der vierachsige Beiwagen CFo3a 67. Der Zug mit einem Zuggewicht von 44 Tonnen und rund 50 Fahrgästen hatte um 6.18 Uhr Kopperå verlassen und sollte im 8.49 Uhr Trondheim erreichen.
Im Bahnhof Hommelvik an der eingleisigen Bahnstrecke Trondheim–Storlien wartete der verspätete Zug 2453 auf den Triebwagen aus der Gegenrichtung, um die Kreuzung durchzuführen. Fahrdienstleiter Øystein R. Nordtømme hatte den Ausfahrtbefehl mündlich an Oberzugführer Jakob Brevik des Zuges 2453 erteilt, sobald Zug 2456 eingefahren sei. Der Zugführer hatte nachweislich den Befehl wiederholt. Es gab zudem einen Befehl der Besatzungsmacht, Fahrten nicht unnötig zu verzögern, da der Ausbau des Flughafens mit höchster Priorität durchzuführen sei, weil ein Angriff der Russen erwartet wurde.
Im Bahnhof sowie im Zug herrschte vollkommene Verdunklung. Aus den Fenstern der Wagen drang kein Licht nach außen, lediglich die Scheinwerfer der Lokomotive gaben einen horizontalen Lichtspalt in der Größe 7 × 1 Zentimeter frei.

## Unfallhergang
Zugführer Brevik nahm jedoch an, dass auf Grund der Verspätung seines Zuges der Triebwagenzug bereits auf Gleis 3 stehen würde und gab den Abfahrtsauftrag. Der Fahrdienstleiter war der Meinung, dass der Zug langsam bis zum Signal vorziehen und dort auf die Einfahrt des Gegenzuges warten würde. Als vom Weichensteller Rolf Bye die Rückmeldung kam, dass der Zug den Bahnhof mit größer werdender Geschwindigkeit verlassen hatte, versuchte Fahrdienstleiter Nordtømme telefonisch die Betriebsstelle Nygården zu erreichen. Dorthin erhielt er keine Verbindung, so dass er es in Muruvik versuchte, um dort den Gegenzug zu stoppen. Dort war dieser allerdings schon durchgefahren. So konnte Nordtømme das kommende Unglück nicht mehr abwenden, sondern nur noch ankündigen. Unmittelbar nach seinem Anruf im Büro des Distriktleiters in Trondheim stießen die Züge zusammen. Lokführer Oskar Solberg von Zug 2453 sah den Gegenzug etwa 250 Meter vor dem Zusammenstoß, seine Notbremsung konnte die Kollision bei km 25,1 von Trondheim um 8.03 Uhr jedoch nicht verhindern. Die Unfallstelle lag am Ende einer Rechtskurve mit Radius 323 m in eine längere Gerade.

## Folgen
Zug 2453 stieß frontal mit dem Triebwagenzug zusammen. Die Dampflok schob den Triebwagen, der vollständig zerstört wurde, 70 Meter in die ursprüngliche Fahrtrichtung zurück. Der Beiwagen wurde bis über das erste Drehgestell hinaus zerstört. Der um 9.25 Uhr in Trondheim abgefahrene Hilfszug erreichte um 10:05 Uhr die Unfallstelle, erste Sanitätsfahrzeuge folgten um 10:42 Uhr. Drei Ärzte mit Helfern bargen die Schwerstverletzten und ließen sie nach Trondheim bringen. 18 Personen konnten nur noch tot geborgen werden, vier weitere starben an ihren Verletzungen.
Somit starben 22 Menschen, etwa 45 wurden darüber hinaus verletzt.

## Aufräumarbeiten
Nach der Bergung der Personen begannen 20 Werkstattarbeiter, die um 11.35 Uhr mit einem Bus eintrafen, mit den Aufräumarbeiten. Bis um 16.30 Uhr wurden alle fahrfähigen Wagen in den Bahnhof Hommelvik und am 20. November gegen 3 Uhr nachts mit einem Sonderzug nach Trondheim gebracht. Der Beiwagen wurde gegen 23:30 Uhr in das Anschlussgleis des Imprägnierwerkes Nygården geschoben, die teilzerstörte entgleiste Lokomotive war gegen 6 Uhr aufgegleist und wurde ebenfalls in das Anschlussgleis gebracht. Die rund 90 Meter Gleis wurden anschließend instand gesetzt und der Zugbetrieb noch am Morgen wieder aufgenommen.
Im offiziellen Unfallbericht wurde der materielle Schaden mit 200.000 Kronen beziffert.

## Abschlussbericht
Im Abschlussbericht des Reichskommissars wurde als Unfallursache die vollkommene Verdunkelung festgestellt. Wären der Bahnhof normal beleuchtet und die Lokscheinwerfer nicht verdunkelt gewesen, wäre es vermutlich nicht zur verfrühten Ausfahrt gekommen, oder wenn doch, dann hätte der Lokführer nach der Kurve auf der geraden Strecke den entgegenkommenden Triebwagen besser sehen und eher bremsen können.
Sechs Bahnbedienstete wurden auf Grund des Unfalls vom Dienst suspendiert, Oberzugführer Jakob Brevik wurde zum Rangierer degradiert und nach Lage der Unterlagen von der deutschen Besatzungstruppe zum "Sündenbock" gestempelt. Er bekam seine Stellung als Oberzugführer kurz vor Ende des Krieges wieder zurück.